# Либерти (округ Айтаска, Миннесота)
Либерти (англ. Liberty) — тауншип в округе Айтаска, Миннесота, США. На 2010 год его население составило 62 человека.

## География
По данным Бюро переписи населения США площадь тауншипа составляет 187,5 км², из которых 183,1 км² занимает суша, а 4,4 км² — вода (2,35 %). Через тауншип протекает река Биг-Форк.

## Население
В 2010 году на территории тауншипа проживало 62 человека (из них 56,5 % мужчин и 43,5 % женщин), насчитывалось 30 домашних хозяйств и 17 семей. На территории города было расположено 712 построек со средней плотностью 0,5 построек на один квадратный километр суши. Расовый состав: белые — 100,0 %.
Население города по возрастному диапазону по данным переписи 2010 года распределилось следующим образом: 17,7 % — жители младше 21 года, 50,0 % — от 21 до 65 лет и 32,3 % — в возрасте 65 лет и старше. Средний возраст населения — 57,0 лет. На каждые 100 женщин в Либерти приходилось 129,6 мужчин, при этом на 100 совершеннолетних женщин приходилось уже 152,4 мужчин сопоставимого возраста.
Из 30 домашних хозяйств 56,7 % представляли собой семьи: 40,0 % совместно проживающих супружеских пар (6,7 % с детьми младше 18 лет); 6,7 % — женщины, проживающие без мужей, 10,0 % — мужчины, проживающие без жён. 43,3 % не имели семьи. В среднем домашнее хозяйство ведут 2,07 человека, а средний размер семьи — 2,59 человека. В одиночестве проживали 33,3 % населения, 13,3 % составляли одинокие пожилые люди (старше 65 лет).
В 2014 году из 44 человек старше 16 лет имели работу 15. В 2014 году медианный доход на семью оценивался в 31 250 $, на домашнее хозяйство — в 29 375 $. Доход на душу населения — 17 712 $ в год.